# Капшручей
Капшручей — ручей в России, протекает по территории Винницкого сельского поселения Подпорожского района Ленинградской области. Длина ручья — 16 км.

## Общие сведения
Ручей берёт начало из Большого Капшозера на высоте 212,9 м над уровнем моря и далее течёт преимущественно в северо-западном направлении.
В верхнем течении протекает через Малое Капшозеро. В общей сложности имеет пять малых притоков суммарной длиной 6,0 км.
Впадает на высоте 102,0 м над уровнем моря в реку Оять, левый приток Свири.
Населённые пункты на ручье отсутствуют.
Код объекта в государственном водном реестре — 01040100812202000012949.